# Перська принцеса
Перська принцеса (або перська мумія) — мумія ймовірної перської принцеси, яка була виявлена в жовтні 2000 року в пакистанському Белуджистані. Після широкого розголосу і подальшого вивчення мумія виявилася археологічною підробкою і, можливо, жертвою вбивства.

## Виявлення мумії
Мумія була знайдена 19 жовтня 2000 року. Владі Пакистану повідомили про відеозаписи, збережені Алі Акбаром, в якій він стверджував про продаж мумії. Під час допиту поліцією Акбар розповів їм про місцезнаходження мумії: в будинку лідера громади Валі Мохаммеда Рекі в Харані, Белуджистан, недалеко від кордону з Афганістаном. Рекі стверджував, що отримав мумію від іранця, якого звали  Шаріф Шах Бахи, який знайшов її після землетрусу близько Кветти. Мумія була виставлена на продаж на чорному антикварному ринку за 600 мільйонів рупій, що еквівалентно 11 мільйонам доларів США. Рекі й Акбару було висунено обвинувачення в порушенні місцевого закону про культурні цінності, який передбачає покарання у вигляді позбавлення волі строком на десять років.

## Ідентифікація
На прес-конференції 26 жовтня 2000 року археолог Хасан Ахмад Дані з університету Куейд-і-Азам Ісламабаду оголосив, що мумія була принцесою, датована приблизно 600 р. до н. е. Мумія була загорнута в стародавньому єгипетському стилі і лежала на позолоченій дерев'яній труні з клинописною різьбою всередині кам'яного саркофага. На труні було вирізане велике зображення Фаравахара (головного символу зороастризму). На поверхні мумії були шари воску і меду, а сама вона була вкрита кам'яною плитою і мала золоту корону на чолі. Напис на нагрудній золотій пластині стверджував, що її звали Родугуне, яка була маловідомою донькою перського царя Ксеркса I і членом династії Ахеменідів.
Археологи припустили, що вона могла бути єгипетською принцесою, яка вступила у шлюб з перським принцом. Або вона була дочкою Кіра Великого з перської династії Ахеменідів. Однак метод муміфікації був насамперед єгипетським, так як з перськими муміями археологи раніше не стикалися.
Уряди Ірану і Пакистану незабаром почали сперечатися про приналежність мумії. Голови організації з охорони культурної спадщини Ірану заявили, що мумія є членом перської королівської сім'ї і зажадали повернути її. Штаб-квартира археологічного департаменту Пакистану заявила, що вона належить Пакистану, так як була знайдена в Белуджистані. Талібан Афганістану також пред'явив позов. Жителі Кветти зажадали, щоб поліція повернула мумію їм.
У листопаді 2000 року мумія була виставлена в Національному музеї Пакистану.

## Фальсифікація
У березні минулого року розголос інформації про перську принцесу спонукав американського археолога Оскара Уайта Мускарелла виступити з повідомленням про інцидент після того, як йому були показані фотографії подібної мумії. Аманолла Ріггі, посередник, який працює від імені невідомого торговця антикваріатом в Пакистані, звернувся до нього, заявивши, що його власники, які привезли його в країну, належать зороастрійській громаді. Він стверджував, що це була дочка Ксеркса, ґрунтуючись на перекладі клинопису на нагрудній пластині.
Клинопис на нагрудній пластині містив уривок з бехістунського напису, що був висічений на скелі Бехистун в західному Ірані. Бехістунський напис був вирізаний під час правління Дарія, батька Ксеркса. Коли представник посередника відіслав фрагмент труни на радіовуглецеве датування, аналіз показав, що труні було всього близько 250 років. Запідозривши підробку, Мускарелла припинив усі контакти. Він також поінформував Інтерпол через ФБР.
Коли пакистанський професор і за сумісництвом директор Інституту азійських цивілізацій в Ісламабаді Ахмад Дані вивчив цей предмет, він зрозумів, що вік тіла не відповідав віку труни. Килимок під тілом мав приблизно п'ять років. Він зв'язався з куратором Національного музею Пакистану Асмой Ібрагім, яка продовжила дослідження. Під час дослідження Іран і «Талібан» знову висунули свої вимоги. Представники «Талібану» стверджували, що затримали контрабандистів, які вивезли мумію з Афганістану.
Як виявилося, написи на нагрудній пластині на перській мові містили граматичні помилки. Замість перської форми імені дочки, Вардегуна, фальсифікатори використовували грецьку версію — Родугуна. Комп'ютерна томографія та рентген-сканування в лікарні Ага Хана показало, що муміфікація не була здійснена древньоєгипетським способом  — наприклад, серце було видалено разом з іншими внутрішніми органами, тоді як серце справжньої єгипетської мумії зазвичай залишали всередині тіла. Крім того, сухожилля, які протягом століть мали розкластися, все ще залишалися недоторканими.
17 квітня 2001 року Асма Ібрагім опублікувала свою доповідь. У ньому вона заявила, що «перська принцеса» насправді була сучасною жінкою віком 21-25 років, яка померла приблизно в 1996 році, і можливо, була вбита ударом тупого інструменту в тазову область, наприклад, ударом автомобіля ззаду. Після її смерті зуби були видалені, а її тазостегновий суглоб, таз і хребет були пошкоджені до того, як її тіло було заповнено порошком. Поліція розпочала розслідування можливого вбивства і заарештувала ряд підозрюваних в Белуджистані.
Фонд Эдхі отримав опіку над тілом, а 5 серпня 2005 року його представник оголосив, що тіло має бути поховано за належними поховальними обрядами.
У першій половині 2008 року після довгих років безплідного очікування  з боку влади тіло зрештою було поховано.

## У мистецтві
До речі, перська принцеса — це назва виставки, що буда представлена художницею Хілі Гринфельд в серпні 2016 року в Єрусалимі. Виставка представляє собою данину анонімній жінці, яка в одну мить перейшла від статусу принцеси в позолоченій труні, що була виставлена в національному музеї, до жертви порочного вбивства, до якої кожен швидко втратив інтерес. Крайня трансформація сприйняття археологічного об'єкту — від шанованої принцеси до вбитої жінки — це те, що цікавить Гринфельд. У неї була мета підняти проблему використання знаків і символів для фальсифікації, наприклад, гравіровані трояндочки, золотий Кипарис, ікона Ахура Мазди, Золота Корона тощо. Нею були намальовані символи на штучній траві і створений гібрид ліричних абстрактних картин, перських килимів і графіті-розпису. Роботи, які показані на стінах і на підлозі, здаються графіті-розписами, а потім здаються килимами, але в обох випадках вони були синтетичною імітацією оригіналу.